# Nadeżda Koburg
Nadzieja Koburg (ur. 30 stycznia 1899 w Sofii, zm. 15 lutego 1958 w Stuttgarcie) – królewna Bułgarii, księżna Wirtembergii.
Królewna Nadzieja była czwartym i ostatnim dzieckiem Ferdynanda I Koburga, cara Bułgarii, i jego pierwszej żony Marii Luizy Burbon-Parmeńskiej. Matka Nadziei zmarła przy porodzie, a ją samą razem z siostrą Eudoksją wychowała macocha - Eleonora Reuss-Köstritz.
24 stycznia 1924 roku, w Bad Mergentheim (Niemcy) wyszła za mąż za Albrechta Eugeniusza, księcia Wirtembergii, syna Albrechta Wirtemberskiego i Małgorzaty Zofii Habsburg.

## Dzieci
- Ferdynand Eugeniusz (1925),
- Małgorzata Ludwika (1928), żona François Luce de Chevigny (1928),
- Eugeniusz Eberhard (1930), mąż Aleksandry Habsburg (1935), małżeństwo anulowano
- Aleksander Eugeniusz (1933), żona Antonio Manuel Rôxo de Ramos-Bandeira, rozwód w 1974,
- Zofia (1937)